# Corby (borough)
Corby – dawny dystrykt niemetropolitalny w hrabstwie Northamptonshire w Anglii, istniejący w latach 1974–2021. W 2011 roku dystrykt liczył 61 255 mieszkańców.

## Miasta
- Corby

## Civil parishes
- Cottingham, East Carlton, Gretton, Middleton, Rockingham, Stanion i Weldon[3].